# Flowering Plants of South Africa
Flowering Plants of South Africa, (abreujat Fl. Pl. South Africa), va ser una revista il·lustrada amb descripcions botàniques que va ser editada a Sud-àfrica. Es van publicar 24 números entre els anys 1921 i 1944. Va ser reemplaçada per Flowering Plants of Africa l'any 1945.